# Muqàtil
Muqàtil, valí de Mayurqa (998-1012), morí durant la guerra civil que liquidà el califat de Còrdova. La historiografia afirmà que el seguí un període d'anarquia en el govern de les Illes Orientals d'al-Andalus